# Oreodaphne tinctoria
Oreodaphne tinctoria là loài thực vật có hoa trong họ Nguyệt quế. Loài này được (Arruda) Rosenthal miêu tả khoa học đầu tiên năm 1862.